# Seznam alkoholov
Seznam alkoholov
- metanol - CH3OH
- etanol - C2H5OH
- propanol ali propan-1-ol - CH3CH2CH2OH
- izopropanol ali propan-2-ol - (CH3)2CHOH
- butanol - C4H10O
- pentanol - C5H12O
- heksanol - C6H14O
- heptanol - C7H16O
- oktanol - C8H18O
- nonanol - C9H20O
- dekanol - C10H22O